# Sobralia crocea
Sobralia crocea är en orkidéart som först beskrevs av Eduard Friedrich Poeppig och Stephan Ladislaus Endlicher, och fick sitt nu gällande namn av Heinrich Gustav Reichenbach. Sobralia crocea ingår i släktet Sobralia och familjen orkidéer. Inga underarter finns listade i Catalogue of Life.